# Betioky
Betioky est une commune urbaine malgache, chef-lieu du district de Betioky, située dans la partie centre-ouest de la région d'Atsimo-Andrefana.

## Géographie
Betioky est traversée par la route nationale 10.

## Économie
Betioky possède une piste d’atterrissage quoique rarement utilisée. Il constitue également une porte d'entrée à la réserve spéciale de Beza Mahafaly. Celle-ci se trouve à 35 km au nord-est.